# Карім Минбаєв
Карі́м Минба́єв (каз. Кәрім Мыңбаев) — село у складі Нуринського району Карагандинської області Казахстану. Адміністративний центр та єдиний населений пункт Корганжарського сільського округу.
Населення — 801 особа (2021; 1015 у 2009, 1285 у 1999, 1331 у 1989).
Національний склад станом на 1989 рік:
- казахи — 40 %;
- росіяни — 22 %;
- українці — 21 %.

До 2006 року село називалося Івановка.